# Osteonecrosi
L'osteonecrosi detta anche necrosi avascolare, è un infarto del midollo e del tessuto osseo.
Fino al 2003 il termine osteonecrosi viene utilizzato (con il significato di necrosi avascolare) prevalentemente per la necrosi della testa femorale, del ginocchio e di altre sedi (a localizzazione meno frequente), con il caso particolare della necrosi delle ossa mascellari da radioterapia (osteoradio necrosi, osteoradionecrosis, ORN).
Dal 2003 il termine osteonecrosi è stato largamente utilizzato per indicare una patologia diversa, ad eziologia multifattoriale (quindi, quando le cause della stessa sono rappresentate dal concorso di più fattori di natura diversa, che apparentemente non sono in diretto collegamento tra loro) e non solo avascolare, osservata in pazienti trattati con bifosfonati (o bisfosfonati) e successivamente anche con altri farmaci (denosumab, antiangiogenetici, ecc.); il nome inglese corrispondente è osteonecrosis of the jaw (con il termine collettivo jaw che comprende sia la mandibola che le ossa mascellari), abbreviata come ONJ.

## Epidemiologia
La forma più comune è quella localizzata alla testa del femore, prevale nel sesso maschile dopo i 30 anni e spesso è bilaterale. 

## Eziologia
L'origine è sempre un'ischemia, che può avere varie cause:
- Frattura, che causa una interruzione meccanica dei vasi
- Trattamenti con alte dosi di corticosteroidi (il meccanismo fisiopatologico che porta alla necrosi rimane in questi casi sconosciuto)
- Trombosi ed embolia
- Lesione vascolare che può essere secondaria a varie cause (es.: radioterapia, vasculiti..)
- Aumento della pressione intraossea con compressione dei vasi
- Ipertensione venosa
- Malattia da decompressione
- Malattie metaboliche: Malattia di Gaucher, abuso di alcool, dislipidemie
- Drepanocitosi e altre anemie
- Pancreatite cronica
- Neoplasie

## Anatomia patologica
Le caratteristiche anatomopatologiche sono le stesse indipendentemente dall'eziologia. Negli infarti midollari la necrosi è localizzata e coinvolge osso spongioso e midollo, la corticale è in genere integra grazie al suo flusso ematico collaterale. Nell'infarto subcondrale la necrosi colpisce un segmento di tessuto triangolare o cuneiforme, che ha per base l'osso subcondrale e per apice il centro dell'epifisi, la cartilagine soprastante rimane integra grazie al nutrimento che giunge dal liquido sinoviale. L'osso morto, riconoscibile dalle lacune vuote, è circondato da adipociti necrotici che spesso si rompono liberando acidi grassi. Questi legano il calcio formando saponi di calcio insolubili, che spesso permangono per tutta la vita. Nel processo di guarigione gli osteoclasti riassorbono le trabecole necrotiche, quelle rimaste servono da impalcatura per la deposizione di nuovo osso vitale con un processo noto come sostituzione strisciante. Negli infarti subcondrali la sostituzione strisciante può essere troppo lenta, portando al collasso dell'osso spongioso necrotico e alterazione, frattura o addirittura scomparsa della cartilagine articolare.

## Clinica

### Segni e sintomi
- dolori articolari
- gonfiore articolare
- tenderness articolare
- limitazione dei movimenti dell'articolazione

I sintomi dipendono dall'estensione e dalla localizzazione dell'infarto. Tipicamente, gli infarti subcondrali causano dolore cronico inizialmente associato solo all'attività fisica, ma che diventa sempre più costante con l'aumentare delle alterazioni. Al contrario gli infarti midollari sono clinicamente silenti tranne in quelli particolarmente estesi, vanno spesso incontro a collasso e possono predisporre ad una grave artrosi secondaria.
Nell'osteonecrosi femorale la manifestazione clinica prevalente è il dolore, che compare col carico e scompare con il riposo, poi nelle fasi avanzate si fa continuo. La testa del femore tende ad appiattirsi con comparsa di artrosi secondaria e di ipotrofia dei muscoli quadricipiti.

### Diagnostica
- Radiografia: la necrosi femorale può non essere evidente alla radiografia nelle fasi iniziali; si manifesta quando compaiono zone di sclerosi associate a un caratteristico avvallamento della testa femorale ("segno del gradino").
- imaging a risonanza magnetica: è il metodo più sensibile.
- Tomografia computerizzata.

La scintigrafia mostra un'ipercaptazione del tracciante a livello dell'area di necrosi, mentre l'angiografia evidenzia l'interruzione del flusso sanguigno in corrispondenza dell'arteria cefalica.

## Trattamento
Tra le opzioni tradizionali si annoverano il riposo e la terapia farmacologica per il controllo del dolore, nonché l'uso di dispositivi ortopedici per alleggerire il carico sull'area colpita e in alcuni casi come terapia coadiuvante l'utilizzo di campi elettromagnetici. Nei casi avanzati o resistenti ai trattamenti conservativi, possono essere indicati interventi chirurgici come, l'artroplastica (sostituzione dell'articolazione) o l'osteotomia (correzione delle deformità ossee mediante taglio e riallineamento) nei casi più gravi artroprotesi.